# Recreio de São Carlos
Recreio de São Carlos, inicialmente Vê Se Pode, foi uma escola de samba da cidade do Rio de Janeiro, que esteve presente nos primeiros concursos oficiais da categoria no Carnaval Carioca.
Fundada em 1929 na localidade "Atrás do Zinco", tinha como suas cores o verde e o branco. 
Foi apenas a 19ª colocada em 1952, e não desfilou nos dois anos seguintes.
Em 1955, fundiu-se às escolas Cada Ano Sai Melhor e Paraíso das Morenas, ambas do bairro do Estácio, para formar a Estácio de Sá.